# Gasconade (Missouri)
Gasconade – miasto w Stanach Zjednoczonych, w stanie Missouri, w hrabstwie Gasconade.